# Схоластика
Схоластика (од грч. σχολεῖον — доколица; лат. schola — школа) средњовековна је хришћанска филозофија, упражњавана у црквеним и манастирским школама и раним европским универзитетима.
 Филозофија је сматрана ,,слушкињом” теологије јер није имала задатак да трага за истином, већ само да објасни и потврди основне верске догме садржане у Библији и другим црквеним књигама.
Иако се овај термин често користи за означавање доктринарних становишта за која се тврди да су била доминантна у средњем веку, схоластика, у ствари, има слободније и шире значење. Овај термин би се могао адекватније применити на један филозофски покрет својствен нарочито (иако не искључиво) средњовековним школама и универзитетима од 12. до раног 16. века, карактеристичан како по методу тако и по садржају. По методу, изразитим наглашавањем систематизовања знања и строгом употребом логике у проналажењу прихватљивог становишта међу супарничким ауторитетима; по садржају, сталним настојањем да се филозофско рационално расуђивање примени не само на логику, епистемологију, етику, природну науку и метафизику, него исто тако и на она основна хришћанска уверења која се не темеље на разуму, него на откривењу Светог писма.
Схоластика има посебан однос према теологији, јер поставља захтев да филозофија објасни верске догме и приведе човека разумевању објављених и прихваћених истина. Њен циљ није наћи истину, него схватити и оправдати већ предану, објављену истину. Аргументација се углавном позива на ауторитете традиције (Библија, свети оци, а посебно Аристотел, кога је називан Филозоф).
Уз сколастику се развија и мистика, која није усмерена на питање верске заједнице, већ настоји интуитивном спознајом појединца водити једности и љубави с богом.

## Погледи на васпитање
Схоластика је била систем наставе и научног мишљења које је тежило да измири разум и религију, користећи античку филозофију, пре свега Аристотела. Освајањем Шпаније Арабљани су са собом донели јеленистичку културу. То је утицало на отварање нижих школа, где се учило читање, писање, граматика и израчунавање корена, за разлику од високих школа где се изучавала књижевност, астрономија, математика, филозофија и медицина. Најзначајнија виша школа била је у Кордови, са библиотеком од 400.000 књига, која је уједно била и универзитет. На високим школама образовали су се студенти из многих западноевропских земаља, које извршиле утицај у XII и XIII веку и на оснивање првих европских универзитета. На њима су се студенти упознавали са најистакнутијим културним остварењима а нарочито са Аристотеловом филозофијом за коју је коментар написао чувени арапски филозоф Авероес (1126-1198) који је за све време схоластике био популаран у Европи. Тако је у XIII веку Аристотелова филозофија почела да продире из арапске Шпаније у хришћанску Европу, а самим тим и грчка и арапска култура.
Све је почело да доводи у питање ауторитет цркве а пре свега напредне потребе овог времена. И у филозофији се јављају више праваца, као што је реализам и номинализам, и свако са свог становишта утврђује стварност, чиме се уносе и елементи материјализма, који су супротни хришћанском тумачењу света. Дакле, ауторитет цркве почео је да слаби, али и њен политичко-економски значај.То је наметнуло потребу да се вера докаже разумом уз помоћ и ослонац на идеалистичке елементе Аристотелове филозофије, који су допуњени хришћанским идејама. Тако је настала посебна црквена филозофија, схоластика, са циљем да измири веру и разум, филозофију и религију.
Схоластика је као начин размишљања, у прво време свога постојања, развијала умне способности, изоштравала мишљење и упућивала у методичност, па је тако представљала преокрет у односу на ранији средњи век. Ови позитивни елементи не значе њену пуну оправданост. То се показало у XIV и XV веку, када су оквири схоластике били сувише уски да омогуће развој филозофске мисли.

## Представници
- Анзелмо Кентербериски (1033-1109) био је надбискуп из Аосте у Италији и сматра се првим утемељивачем схоластичке филозофије.
- Пјер Абелар (1079-1142) сматрао се најзначајнијим репрезентом средњовековне филозофије. Прославио се и по својој методи, када се у вези са неком темом наводе мишљења за и против (pro et contra).
- Тома Аквински (1225/1226-1274) чија су дела за филозофију и теологију тако знаменита, да је службено проглашен за свеца 1323. године. Он тврди да је вера шира, дубља и значајнија од разума. Основна његова теза је да је Бог творац света, а да је Библија најважнија наука јер је њен предмет.[1][2][3]